# Wolframiet (sulfide)
Het mineraal wolframiet is een wolfraam-sulfide met de chemische formule WS2.

## Eigenschappen
Het opake grijze wolframiet heeft een grijze streepkleur en een goede splijting volgens een onbekend kristalvlak. De gemiddelde dichtheid is 7,4 en de hardheid is 2,5. Het kristalstelsel is hexagonaal en het mineraal is niet radioactief.

## Naamgeving
De naam van het mineraal wolframiet is afgeleid van de samenstelling.

## Voorkomen
Wolframiet komt voornamelijk voor als secundair mineraal in kalksteen. De typelocatie is de Emma mijn in Little Cottonwood Canyon, Salt Lake County, Utah, VS.